# داء الرئة المقيد
داء الرئة المقيد هو فئة من الأمراض التنفسيةخارج الرئة، الجنبية، أو الأمراض التنفسية التي تحد من توسع الرئةمما يؤدي إلى انخفاض حجم الرئة، وزيادة العمل في التنفس، وعدم كفاية التهوية أو الأوكسجين. اختبار الوظيفة الرئوية يدل على انخفاض في القدرة الحيوية القصرية.

## التقديم
نظرا للطبيعة المزمنة لهذا المرض، فإن الأعراض الرئيسية لمرض الرئة التقييدي هي ضيق التنفس البدني التدريجي. بالنسبة للحالات الحادة في الحالات المزمنة، يعدضيق التنفسوالسعال وفشل الجهاز التنفسي بعض العلامات الأكثر شيوعا.

## الاسباب
قد تكون أمراض الرئة التقييدية بسبب أسباب محددة يمكن أن تكون جوهرية في رئة الرئة، أو خارجية لها.

داخلي المنشأ
- التهاب الرئة الناجم عن التعرض طويل الأمد للغبار، وخاصة في التعدين. على سبيل المثال، تليف.
- التليف الإشعاعي، عادةً من الإشعاع المعطى لعلاج السرطان.
- بعض الأدوية مثل الأميودارون والبليوميسين والميثوتريكسات.
- نتيجة مرض آخر مثل التهاب المفاصل الروماتويدي.
- التهاب رئوي فرط الحساسية نتيجة لرد فعل تحسسي تجاه الجزيئات المستنشقة.
- متلازمة الضائقة التنفسية الحادة (ARDS)، وهي حالة رئوية حادة تحدث استجابة لمرض أو إصابة خطيرة.
- متلازمة الضائقة التنفسية للرضع بسبب نقص الفاعل بالسطح في رئتي طفل ولد قبل الأوان.
- السل[4]
- العديد من حالات أمراض الرئة المقيدة تكون مجهولة السبب (ليس لها سبب معروف). لا يزال هناك تليف رئوي بشكل عام.[5]الأمثلة هي:
- التليف الرئوي مجهول السبب
- الالتهاب الرئوي الخلالي مجهول السبب، والذي يوجد منه عدة أنواع
- الساركويد
- الالتهاب الرئوي اليوزيني
- ورم وعائي عضلي لمفي
- كثرة المنسجات لخلايا لانجرهانز الرئوية
- داء البروتينات السنخية الرئوية
- تسمى الحالات التي تؤثر بشكل خاص على النسيج الخلالي بأمراض الرئة الخلالية.

### خارجي المنشأ
الأمراض غير العضلية في الجزء العلوي من الصدر مثل الحداب والصدر الجؤجؤي وتقعر القفص الصدري.

الأمراض التي تحد من حجم الجزء السفلي من الصدر / البطن (مثلالسمنة، فتق الحجاب الحاجز، أو وجود الاستسقاء).

سماكة الجنبي.

### الفيزيولوجيا المرضية
في وظيفة الجهاز التنفسي العادية، يتدفق الهواء من خلال مجرى الهواء العلوي، نزولًا عبر القصبات الهوائية إلى حمة الرئة (القصيبات وصولًا إلى الحويصلات الهوائية) حيث يحدث تبادل الغازات لثاني أكسيد الكربون والأكسجين. أثناء الشهيق، تتمدد الرئتان للسماح بتدفق الهواء إلى الرئتين وبالتالي زيادة الحجم الكلي. بعد الشهيق، يتبع الزفير، حيث ترتد الرئتان وتدفعان الهواء للخارج من المسار الرئوي. امتثال الرئة هو الاختلاف في الحجم أثناء الشهيق والانتهاء.
يتسم مرض الرئة المقيِّد بانخفاض حجم الرئة، وبالتالي انخفاض امتثال الرئة، إما لسبب جوهري، على سبيل المثال تغيير في حمة الرئة، أو بسبب سبب خارجي، على سبيل المثال أمراض جدار الصدر، أو غشاء الجنب، أو عضلات الجهاز التنفسي. بشكل عام، الأسباب الجوهرية ناتجة عن أمراض حمة الرئة التي تسبب التهاب تندب أنسجة الرئة، مثل مرض الرئة الخلالي أو التليف الرئوي، أو من ملء الفراغات الهوائية الحويصلات الهوائية بمواد خارجية مثل الحطام أو الإفرازات في الالتهاب الرئوي. مع تقدم بعض أمراض حمة الرئة، يمكن استبدال أنسجة الرئة الطبيعية تدريجيًا بأنسجة ندبة تتخللها جيوب من الهواء. يمكن أن يؤدي هذا إلى ظهور أجزاء من الرئة بشكل يشبه قرص العسل. تؤدي الأسباب الخارجية إلى تقييد الرئة وضعف وظيفة التنفس الصناعي وحتى فشل الجهاز التنفسي بسبب الأمراض التي تؤثر على قدرة الرئتين على إحداث تغيير في حجم الرئة أثناء التنفس بسبب أمراض الأجهزة المذكورة أعلاه.

### التشخيص
في أمراض الرئة المقيدة، يتم تقليل كل من حجم الزفير القسري في ثانية واحدة (FEV1) والقدرة الحيوية القسرية (FVC)، ومع ذلك، فإن الانخفاض في FVC أكبر من انخفاض FEV1، مما يؤدي إلى نسبة FEV1 / FVC أعلى من 80٪. ومع ذلك، في مرض الرئة الانسدادي، يكون FEV1 / FVC أقل من 0.7، مما يشير إلى انخفاض FEV1 بشكل كبير عند مقارنته بإجمالي الحجم منتهي الصلاحية. يشير هذا إلى أن السعة الحيوية القسرية تقل أيضًا، ولكن ليس بنفس النسبة مثلFEV1
يتطلب تعريف واحد سعة الرئة الإجمالية والتي تكون 80% أو أقل من القيمة المتوقعة.
.

### إدارة المرض
عادةً ما يقتصر العلاج الطبي لمرض الرئة المقيِّد على الرعاية الداعمة لأن الأسباب الداخلية والخارجية يمكن أن يكون لها تأثيرات لا رجعة فيها على الامتثال الرئوي.
 تركز العلاجات الداعمة على تعظيم وظائف الرئة والحفاظ على تحمل النشاط من خلال العلاج بالأكسجين وموسعات الشعب الهوائية ومنبهات بيتا الأدرينالية المستنشقة ومدرات البول.
 نظرًا لعدم وجود علاج فعال لأمراض الرئة المقيدة، فإن الوقاية هي المفتاح.
1. ↑  "Al-Qamoos القاموس | English Arabic dictionary / قاموس إنجليزي عربي". www.alqamoos.org. مؤرشف من الأصل في 2021-12-24. اطلع عليه بتاريخ 2021-12-24.
2. ↑  Sharma, Sat. "Restrictive Lung Disease". مؤرشف من الأصل في 2008-12-07. اطلع عليه بتاريخ 2008-04-19.
3. ↑  name="urleMedicine - Restrictive Lung Disease : Article by Sat Sharma
4. ↑  Amaral، André F.S.؛ Coton، Sonia؛ Kato، Bernet؛ Tan، Wan C.؛ Studnicka، Michael؛ Janson، Christer؛ Gislason، Thorarinn؛ Mannino، David؛ Bateman، Eric D.؛ Buist، Sonia؛ Burney، Peter G.J. (أكتوبر 2015). "Tuberculosis associates with both airflow obstruction and low lung function: BOLD results". European Respiratory Journal. ج. 46 ع. 4: 1104–1112. DOI:10.1183/13993003.02325-2014. PMC:4594762. PMID:26113680.
5. 1 2  PULMONARY FUNCTION TESTS A Workshop on Simple Spirometry & Flow Volume Loops. Dr. S. Osborne, Dept. Cellular & Physiological Sciences. Mars 2009 نسخة محفوظة 2011-07-15 على موقع واي باك مشين.
6. 1 2  eMedicine Specialties > Pulmonology > Interstitial Lung Diseases > Restrictive Lung Disease Author: Lalit K Kanaparthi, MD, Klaus-Dieter Lessnau, MD, Sat Sharma, MD. Updated: Jul 27, 2009 نسخة محفوظة 28 أبريل 2021 على موقع واي باك مشين.
7. 1 2  Capriotti, Theresa (2016). Pathophysiology : introductory concepts and clinical perspectives. Frizzell, Joan Parker. Philadelphia. ISBN:978-0-8036-1571-7. OCLC:900626405.{{استشهاد بكتاب}}:  صيانة الاستشهاد: مكان بدون ناشر (link)
8. ↑  Lee, H., Lim, S., Kim, J., Ha, H., & Park, H. (2015). Comparison Of Various Pulmonary Function Parameters In The Diagnosis Of Obstructive Lung Disease In Patients With Normal Fev1/FVC And Low FVC. American Journal of Respiratory and Critical Care Medicine, 191, American Journal of Respiratory and Critical Care Medicine, 2015, Vol.191.
9. ↑  Brack T، Jubran A، Tobin MJ (مايو 2002). "Dyspnea and decreased variability of breathing in patients with restrictive lung disease". Am. J. Respir. Crit. Care Med. ج. 165 ع. 9: 1260–4. DOI:10.1164/rccm.2201018. PMID:11991875.
10. 1 2 3  Focus on adult health : medical-surgical nursing. Honan, Linda, 1955- (ط. 1st). Philadelphia: Wolters Kluwer Health/Lippincott Williams & Wilkins. 2013. ISBN:978-1-58255-877-6. OCLC:756895022.{{استشهاد بكتاب}}:  صيانة الاستشهاد: آخرون (link)